# Eleccions legislatives hongareses de 1985
Les eleccions legislatives hongareses de 1985 se celebraren el 8 de juny de 1985 per a renovar els 387 membres de l'Assemblea Nacional d'Hongria.
Les eleccions van tenir lloc sota noves normes promulgades el 1983 que van permetre una participació més àmplia en el procés electoral. A més de les 352 circumscripcions uninominals, 35 diputats més van ser escollits sense oposició mitjançant una llista nacional. Segons Mihaly Korom, membre del Politburó , això era necessari per garantir la "representació de personalitats destacades" les activitats de les quals s'estenia "més enllà dels límits dels seus districtes electorals".
Hi havia d'haver almenys dos candidats a les circumscripcions uninominals, cosa que es va aconseguir a tot arreu excepte Keszthely, on un candidat va retirar la seva nominació. Més tard es van celebrar eleccions parcials per a l'escó a la primavera de 1986. En 54 circumscripcions electorals, principalment en zones urbanes, almenys tres i fins a quatre candidats van aparèixer a la votació.

## Resultats
|                                  |                                  |                                  |                                              |            |            |                 |                 |           |     |
| Partit                           | Partit                           | Partit                           | Partit                                       | Uninominal | Uninominal | Llista Nacional | Llista Nacional | Escons    | +/– |
| Partit                           | Partit                           | Partit                           | Partit                                       | Vots       | %          | Vots            | %               | Escons    | +/– |
|                                  | Front Popular Patriòtic          |                                  | Partit Socialista Hongarès dels Treballadors | 6,636,685  | 98.8       | 7,145,601       | 99.1            | 288 / 387 | 36  |
|                                  | Front Popular Patriòtic          | Independents                     | 98 / 387                                     | 6,636,685  | 98.8       | 7,145,601       | 99.1            | 2         |     |
| Vacant                           | Vacant                           | Vacant                           | Vacant                                       | –          | –          | –               | –               | 1 / 387   | –   |
| En Contra                        | En Contra                        | En Contra                        | En Contra                                    | 79,702     | 1.2        | 64,894          | 0,9             | –         | –   |
| Invàlids/Vots en blanc           | Invàlids/Vots en blanc           | Invàlids/Vots en blanc           | Invàlids/Vots en blanc                       | 386,759    | –          | 55,420          | –               | –         | –   |
| Total                            | Total                            | Total                            | Total                                        | 7,103,146  | 100        | 7,256,915       | 100             | 387       | +35 |
| Votants registrats/participación | Votants registrats/participación | Votants registrats/participación | Votants registrats/participación             | 7,586,480  | 93.9       | 7,728,208       | 94.0            | –         | –   |